# 沃邦西县 (堪萨斯州)
沃邦西县（英語：Wabaunsee County，簡稱WB）是美國堪薩斯州東部的一個縣。面積2,283平方公里。根據美國2000年人口普查，共有人口5,953人。縣治阿爾馬（Alma）。
成立於1855年8月30日，稱理查森縣，縣政府成立於1859年2月11日並改現名。縣名紀念同名的波塔瓦托米族酋長。